# Dryopteris obtusiloba
Dryopteris obtusiloba är en träjonväxtart som först beskrevs av Bak., William Jackson Hooker och Bak., och fick sitt nu gällande namn av O. Kze. Dryopteris obtusiloba ingår i släktet Dryopteris och familjen Dryopteridaceae. Inga underarter finns listade.